# Porte Dauphine (métro de Paris)
Pour les articles homonymes, voir Dauphine.
Porte Dauphine est une station de la ligne 2 du métro de Paris, située dans le 16e arrondissement de Paris. C'est le terminus de l'extrémité ouest de la ligne.

## Situation
La station est établie sous la place du Maréchal-de-Lattre-de-Tassigny, sur une boucle comprenant deux demi-stations approximativement orientées nord-ouest/sud-est. Elle est précédée ou suivie (selon le sens) par la station Victor Hugo.

## Histoire

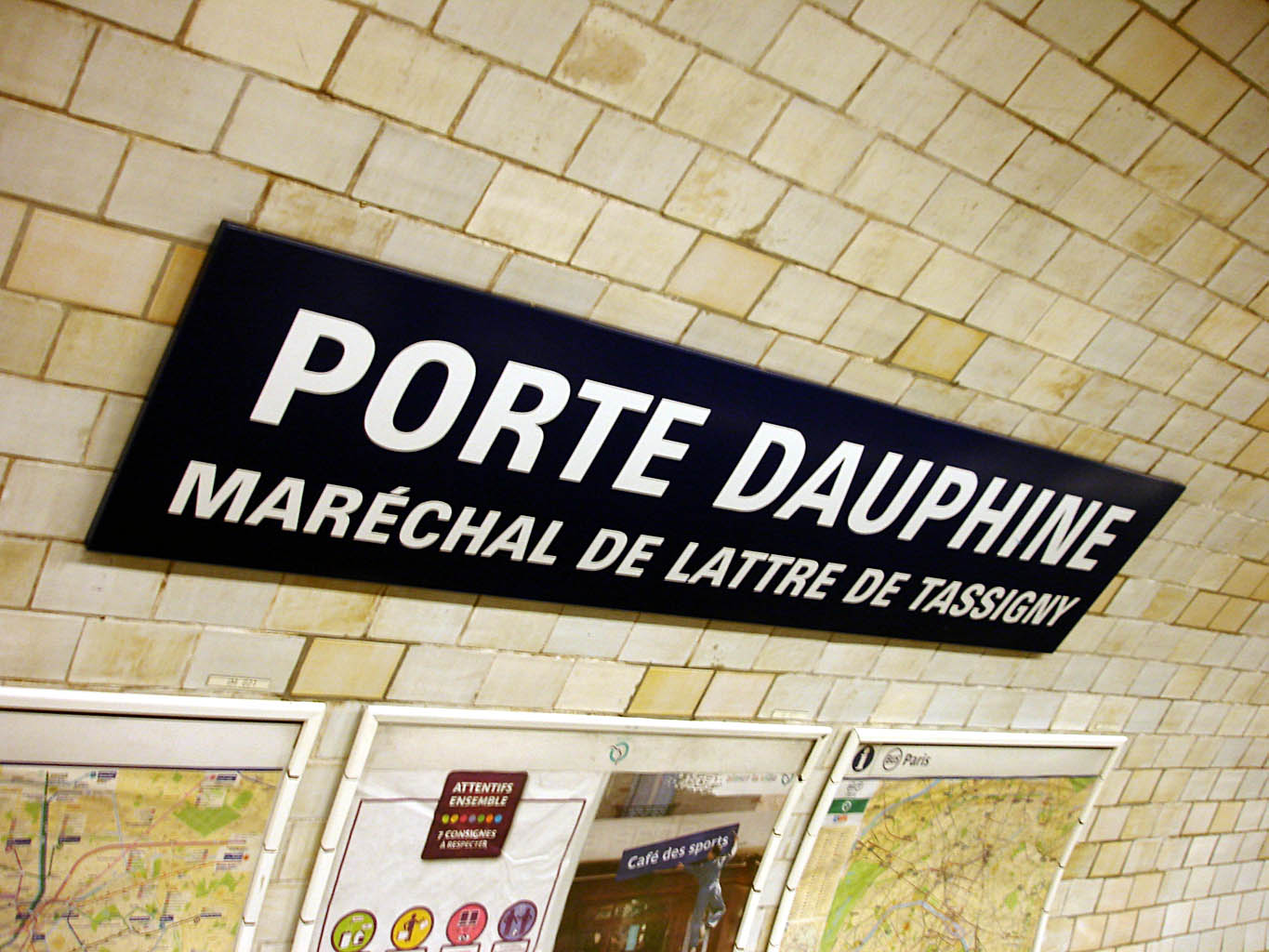
Plaque disposée sur les quais.

La station est ouverte le 13 décembre 1900 en tant que terminus occidental du premier tronçon de la ligne 2 Nord — qui deviendra plus simplement la ligne 2 le 17 octobre 1907 — depuis la station Étoile (aujourd'hui Charles de Gaulle - Étoile).
Elle doit sa dénomination à son implantation sous la porte Dauphine, laquelle se situait à l'extrémité de la Belle Faisanderie de Marie-Antoinette, alors épouse du dauphin, et qui a donné son nom au quartier éponyme, puis, ultérieurement, à l'université Paris-Dauphine inaugurée en 1968.
La station porte comme sous-titre Maréchal de Lattre de Tassigny du fait de sa situation sous la place de même nom, laquelle rend hommage à Jean de Lattre de Tassigny (1889-1952), officier général français, héros de la Seconde Guerre mondiale et compagnon de la Libération, qui fut élevé à la dignité de maréchal de France à titre posthume. Ce sous-titre ne figure toutefois pas sur les plans.
Dans le cadre du programme « Un métro + beau » de la RATP, les couloirs de la station ont été rénovés le 31 mai 2011.
En 2019, 2 932 159 voyageurs sont entrés à cette station ce qui la place à la 179e position des stations de métro pour sa fréquentation sur 302,.
En 2020, avec la crise du Covid-19, 1 460 742 voyageurs sont entrés dans cette station, ce qui la place à la 179e position des stations de métro pour sa fréquentation.
En 2021, la fréquentation remonte progressivement, avec 2 021 656 voyageurs qui sont entrés dans cette station ce qui la place à la 177e position des stations de métro pour sa fréquentation.

## Services aux voyageurs

### Accès
La station est célèbre pour l'un de ses accès, créé par Hector Guimard, inscrit au titre des monuments historiques par l'arrêté du 12 février 2016 et entièrement restauré en octobre 1999 pour les célébrations du centenaire du métro de Paris. Elle dispose au total de quatre bouches de métro :
- l'accès 1 « Boulevard Lannes », constitué d'un escalier fixe divergeant en deux autres escaliers ornés pour chacun d'un candélabre Dervaux, débouchant sur la place du Paraguay au droit des nos 81 et 83 de l'avenue Foch ;
- l'accès 2 « Avenue Foch », constitué d'un escalier fixe également agrémenté d'un mât Dervaux, se trouvant au nord du terre-plein impair de cette avenue ;
- l'accès 3 « Boulevard de l'Amiral-Bruix », constitué d'un escalier fixe coiffé du seul édicule Guimard originel avec marquise de style Art nouveau, se situant face à la place des Généraux-de-Trentinian du côté pair de l'avenue Foch ;
- l'accès 4 « Avenue Hubert-Germain », constitué d'un escalier fixe permettant uniquement la sortie et doté d'un entourage Guimard de facture plus modeste (également classé monument historique), débouchant à l'angle formé par cette avenue et la contre-allée impaire de l'avenue Foch, au droit du no 77 de cette dernière.

Accès à la station
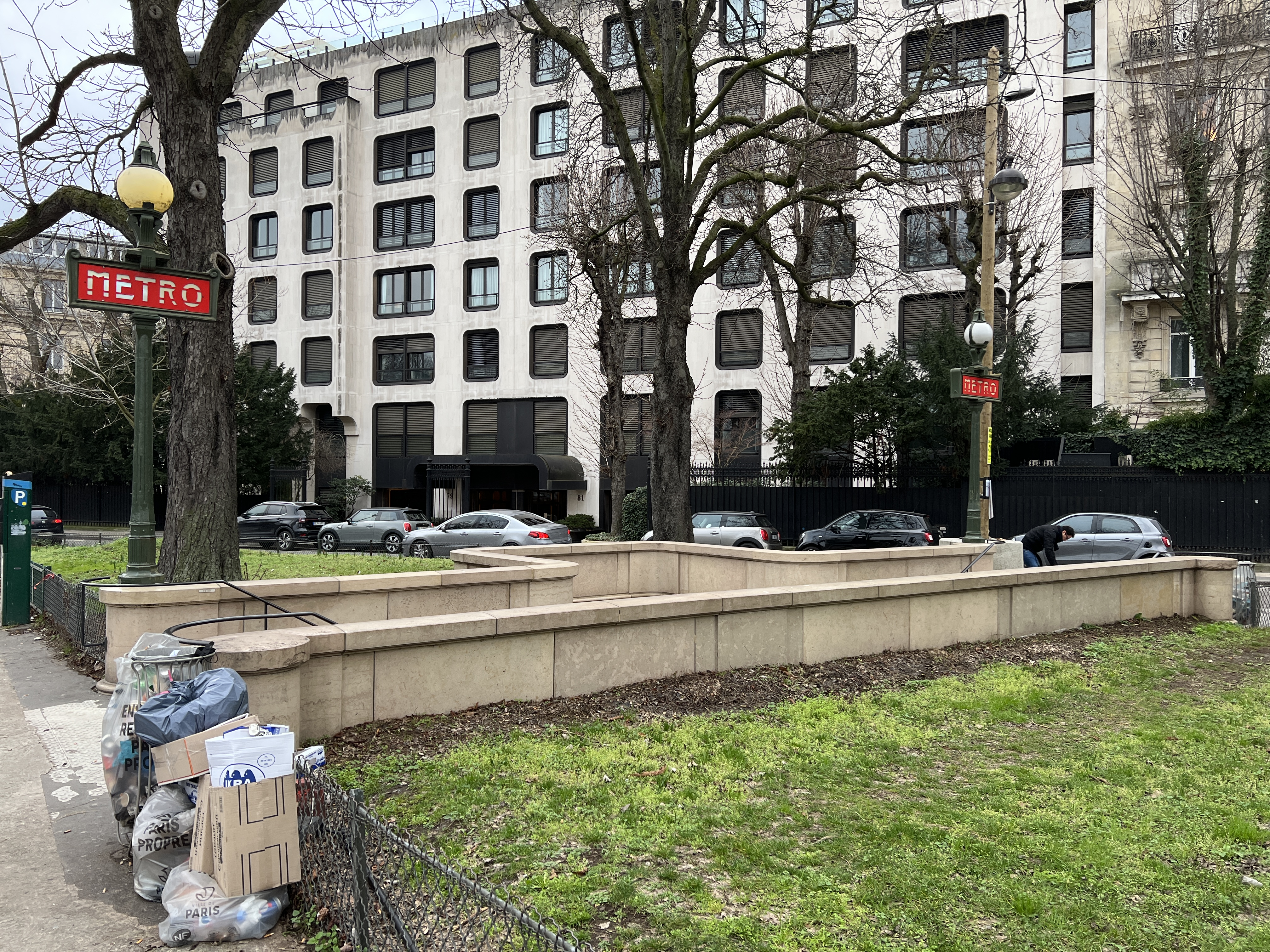
L'accès no 1 « Boulevard Lannes ».
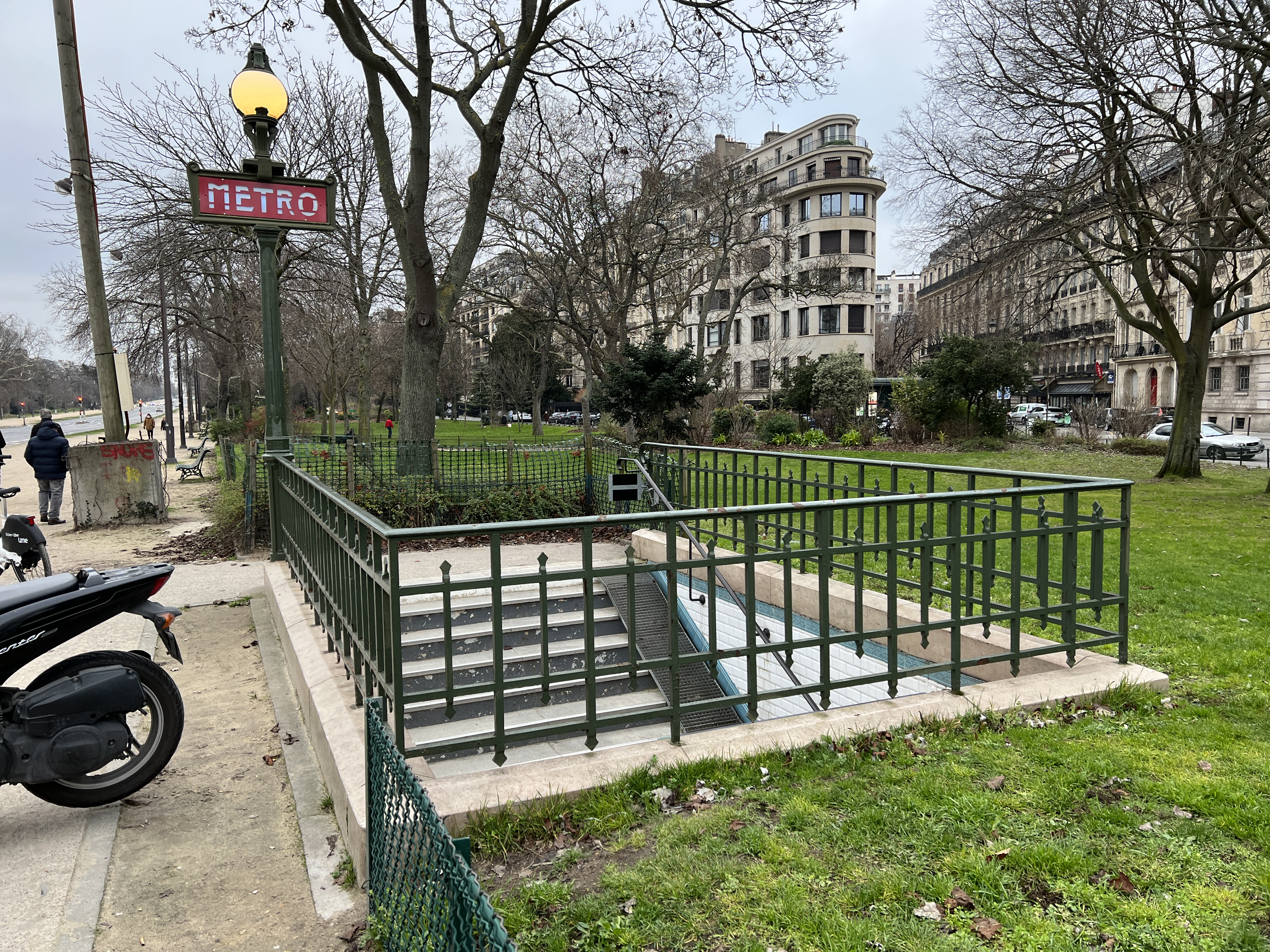
L'accès no 2 « Avenue Foch ».
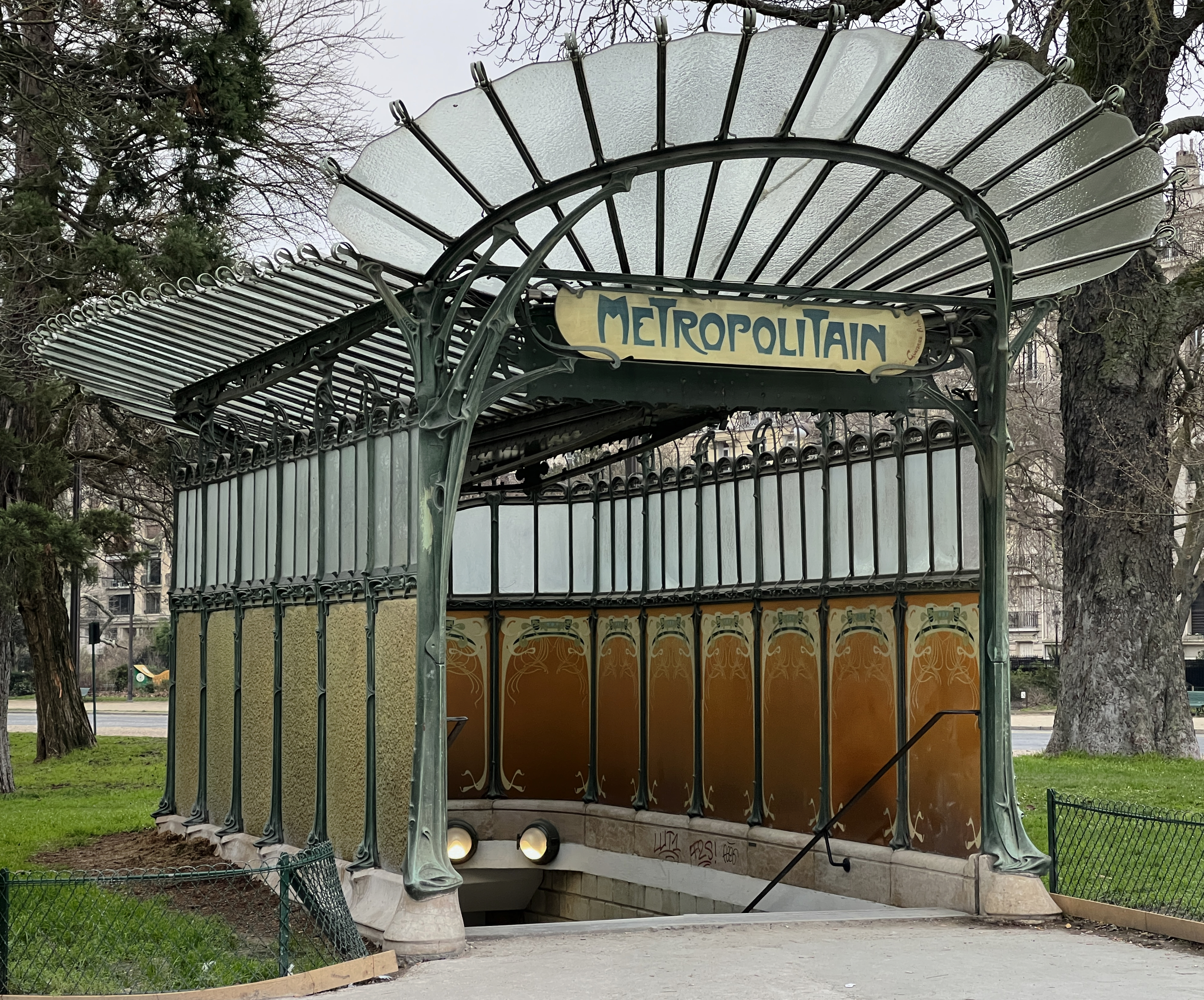
L'accès no 3 « Boulevard de l'Amiral-Bruix ».
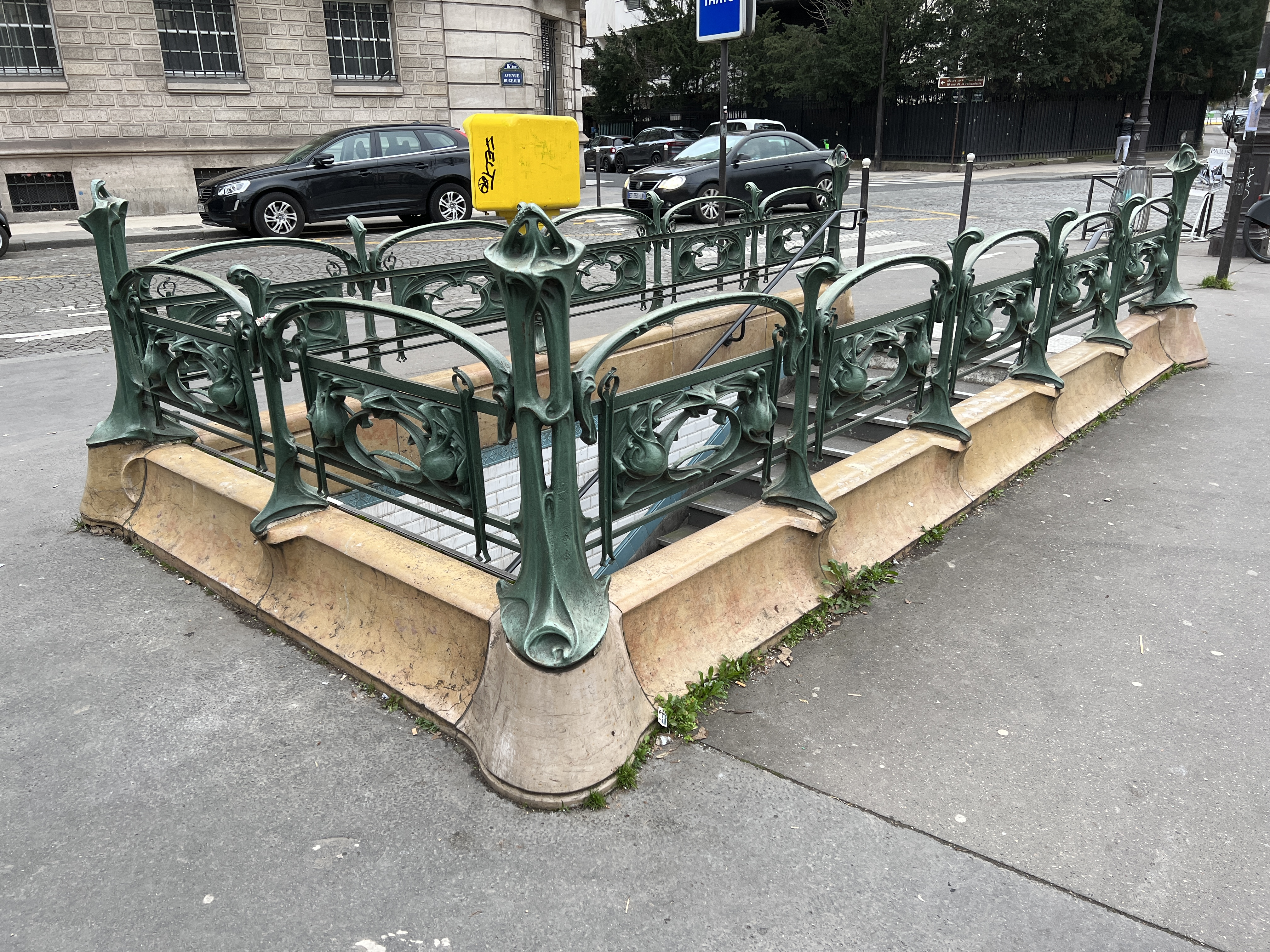
L'accès no 4 « Avenue Hubert-Germain ».

### Quais
Porte Dauphine est une station de configuration particulière : elle est constituée de deux demi-stations divergentes encadrant une boucle de retournement très serrée, de trente mètres de rayon seulement, selon sa disposition d'origine « en raquette » qu'elle est la seule du réseau à avoir intégralement conservé. La demi-station d'arrivée, au nord, comporte deux voies centrales dont la plus au nord dessert un unique quai latéral, tandis que celle du sud, en impasse à l'ouest et dépourvue de quai, sert au garage des rames et longe des locaux techniques. La demi-station de départ est constituée de deux voies encadrant un quai en îlot, celle du nord, en impasse à l'ouest, servant également de garage. La voûte est elliptique dans les deux cas.
La station est également une des deux seules du réseau, avec Porte de Vincennes sur la ligne 1, à avoir préservé sa décoration d'origine en carreaux plats de couleur crème, laquelle fait partie des décorations expérimentales testées en 1900 avant que ne soit retenu, par la suite, le célèbre carreau blanc biseauté. Ce carrelage recouvre les piédroits, la voûte et les tympans. L'éclairage est assuré par un bandeau-tube dans chaque demi-station. Les quais sont dépourvus de publicités et le nom de la station est inscrit sur des plaques émaillées, en lettres capitales ou en police de caractères Parisine selon les emplacements. Le quai d'embarquement dispose de bancs en lattes de bois peintes en rouge.

### Intermodalité
La station est en correspondance, par la voie publique, avec la gare de l'avenue Foch située sur la ligne C du RER. La gare RER se situe à 170 mètres de la station de métro. 
Elle est également desservie par la ligne PC du réseau de bus RATP.
La station est depuis avril 2024 en correspondance avec la ligne de tramway T3b, prolongée depuis la porte d'Asnières, dont elle est alors le terminus occidental,.

## À proximité
- Jardins de l'Avenue-Foch
- Ambassade du Pakistan
- Centre universitaire Dauphine (siège de l'université Paris-Dauphine)

Galerie de photographies
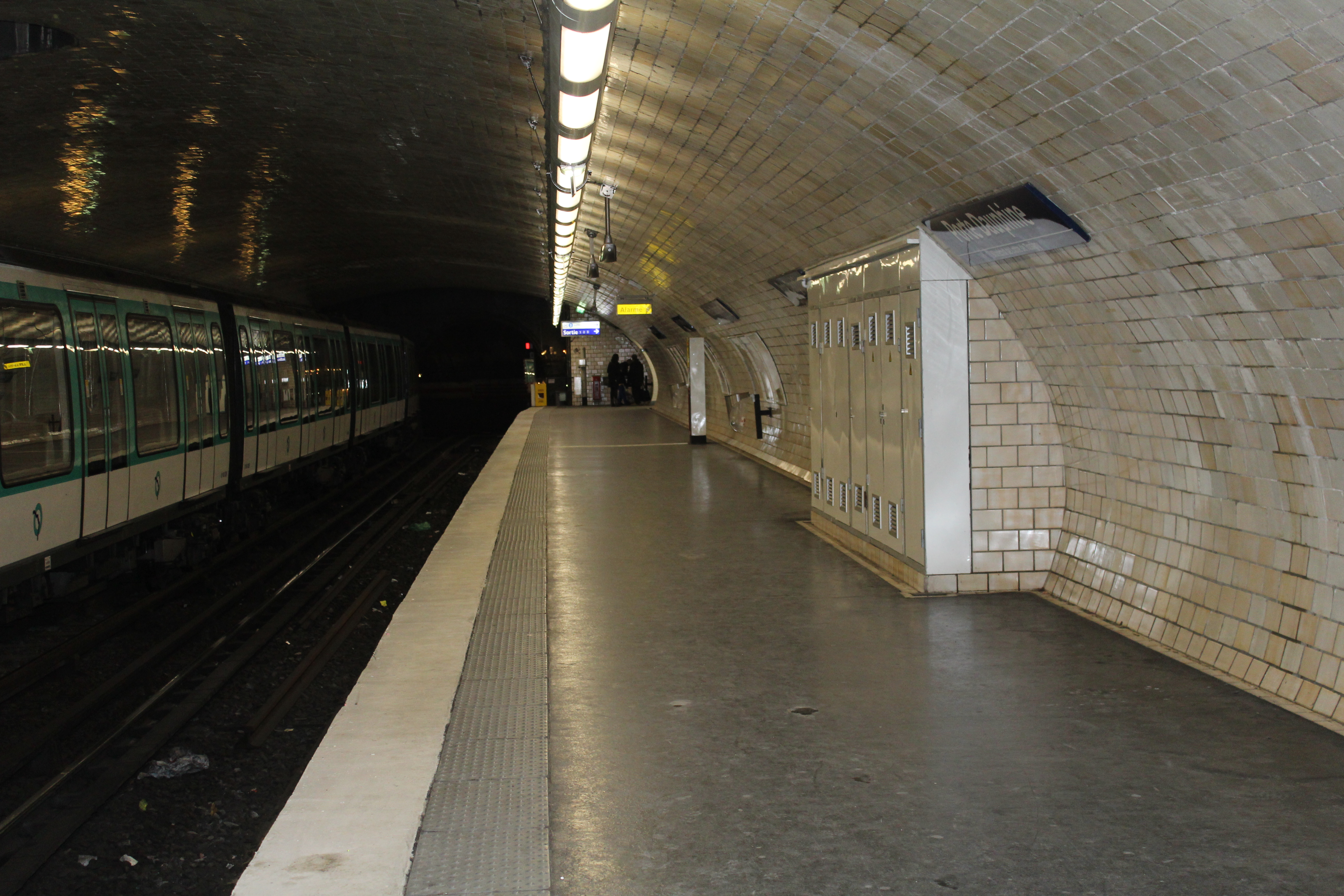
Quai d'arrivée.
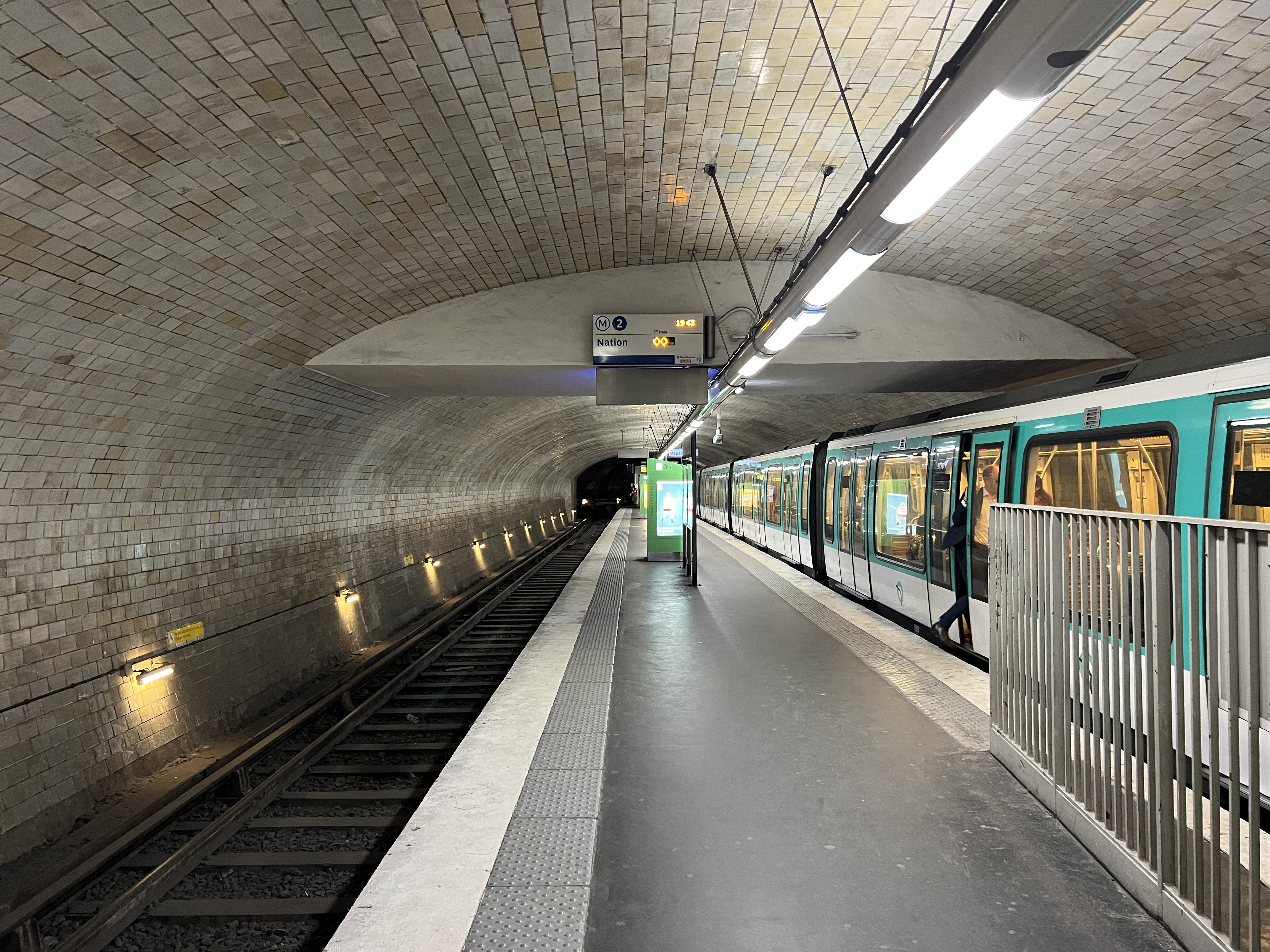
Quai de départ.